# Noscapin
Noscapin ist der internationale Freiname für (−)-α-Narcotin,
einem Hauptalkaloid des Opiums (3–10 %), das als Arzneistoff zur Hustenstillung (Antitussivum) verwendet wird. Die für die Biosynthese im Schlafmohn (Papaver somniferum) verantwortlichen zehn Gene wurden identifiziert.

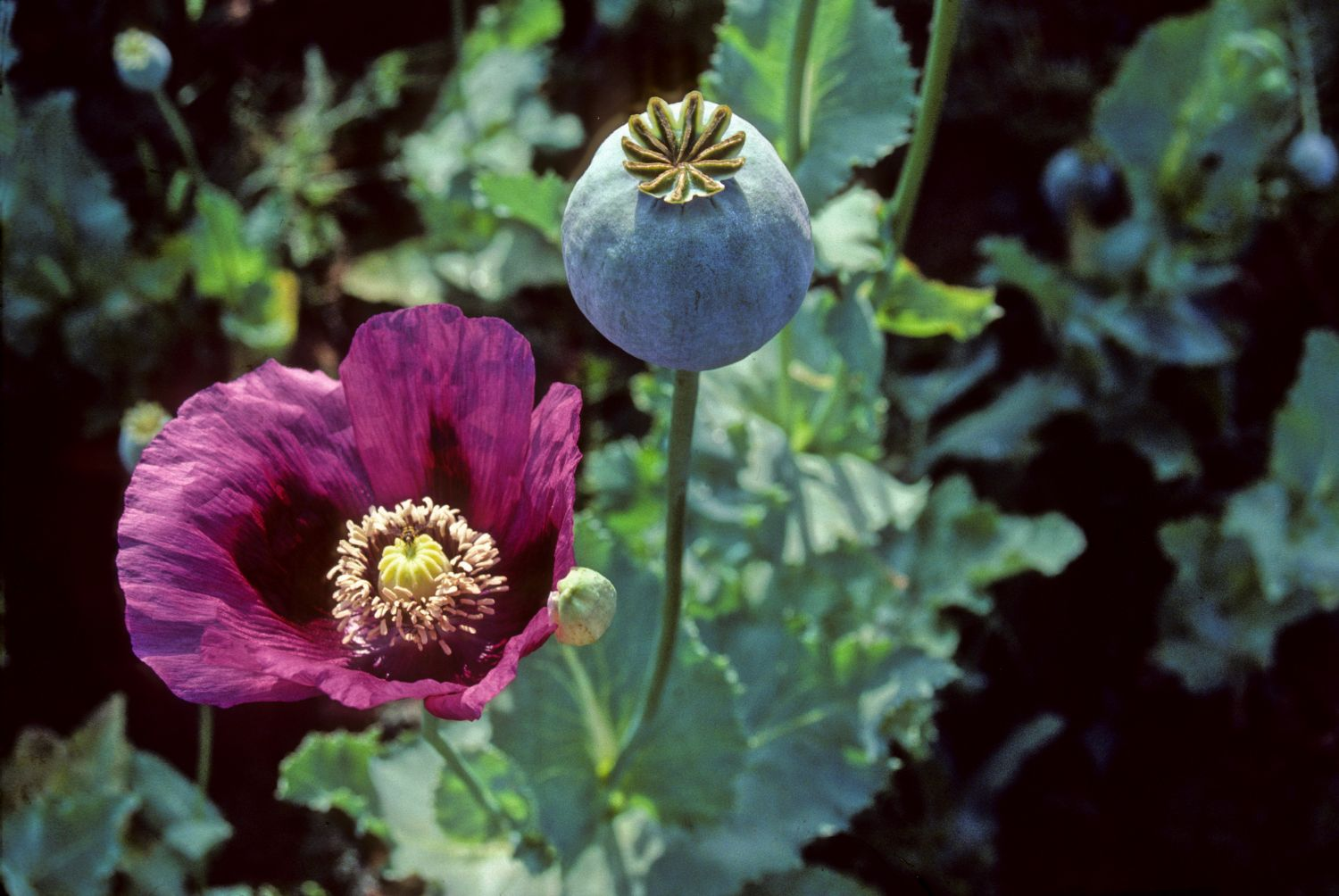
Schlafmohn, Papaver somniferum, aus dessen Milch Noscapin gewonnen werden kann.

Die Verbindung war als Opium-Auszug schon 1762 Antoine Baumé bekannt (und später Charles Derosne in dem nach ihm benannten Salz) und wurde 1817 von Pierre-Jean Robiquet aus Opium isoliert. Sie weist eine vom 1-Benzyl-1,2,3,4-tetrahydroisochinolin abgeleitete Struktur auf, als Reinstoff bildet sie farblose Prismen aus. Es ist chemisch ein Methoxy-Derivat des Hydrastins.
Das Molekül enthält zwei Chiralitätszentren, so dass vier Stereoisomere existieren. Arzneilich verwendet wird die natürliche, enantiomerenreine (−)-α-Form.
| Stereoisomere des Noscapins | Stereoisomere des Noscapins | Stereoisomere des Noscapins |
| --------------------------- | --------------------------- | --------------------------- |
| (–)-α-Noscapin              | (3S, 5R)                    | erythro-Form                |
| (+)-α-Noscapin              | (3R, 5S)                    | erythro-Form                |
| (–)-β-Noscapin              | (3R, 5R)                    | threo-Form                  |
| (+)-β-Noscapin              | (3S, 5S)                    | threo-Form                  |

Beim oxidativen Abbau von Noscapin entstehen die Spaltprodukte Cotarnin und Opiansäure. Methylierung des Stickstoffatoms zum quartären Ammoniumion, Überführung in das Hydroxid und Erhitzen (analog zum Hofmann-Abbau) ergibt Narcein.
(–)-α-Noscapin wirkt antitussiv, aber nicht schmerzstillend, wobei die Wirkung etwas schwächer ausgeprägt ist als beim Codein. Im Gegensatz zu Morphin wirkt Noscapin schwach atemanregend und bronchodilatatorisch.
Noscapin hemmt auch die Mitose, spezifisch in Tumorzellen, und ist daher ein potenzieller Wirkstoff gegen Krebs.
Die Plasmahalbwertszeit von Noscapin beträgt 2,6 bis 4,5 Stunden. Die Bioverfügbarkeit ist individuell variabel und liegt bei circa 30 %. Schwerwiegende Nebenwirkungen sind nicht bekannt.

## Handelsnamen
Monopräparate
Capval (D), Tussanil N (CH), Nosca-Mereprin (B, L)
Kombinationspräparate
DemoTussil (CH), Hederix (CH), Tossamin (CH), Tuscalman (A)